# شهماربيغلو
شهماربيغلو (بالإنجليزية: Shahmar Beyglu)‏ هي قرية تقع في قسم بائين برزند الريفي في إيران. يقدر عدد سكانها بـ 170 نسمة بحسب إحصاء 2016.